# Morti nel 1393
| Questa pagina contiene informazioni ricavate automaticamente dalle voci biografiche con l'ausilio del template Bio e di un bot. L'aggiornamento è periodico e automatico e ricostruisce completamente la pagina. Se manca una persona in questa lista, sei pregato di non aggiungerla, ma accertati piuttosto che la sua voce biografica contenga il template Bio e che i dati anagrafici siano correttamente compilati. Se il template Bio manca, inseriscilo tu stesso o, in alternativa, metti l'avviso {{tmp\|Bio}} che ne segnala la mancanza. Se i dati riportati sono sbagliati, correggi direttamente la voce biografica; le modifiche saranno visibili in questa lista entro pochi giorni. Per chiarimenti vedi il progetto biografie. La lista contiene solo le 26 persone che sono citate nell'enciclopedia e per le quali è stato implementato correttamente il template Bio. Pagina aggiornata al 10 giu 2025. |

- 8 febbraio - Bianca di Francia, principessa francese (n. 1328)
- 14 febbraio - Elisabetta di Pomerania, nobile tedesca (n. 1347)
- 15 marzo - Paolo de Bernardo, notaio, umanista e diplomatico italiano
- 20 marzo - Giovanni Nepomuceno, presbitero ceco
- 30 marzo - Giacomo da Itri, patriarca cattolico italiano (n. 1330)
- 6 giugno - Go-En'yū, imperatore giapponese (n. 1359)
- 11 giugno - Giovanni I di Borbone-La Marche, conte (n. 1344)
- 14 luglio - Ibn Rajab, giurista arabo (n. 1335)
- 23 luglio - Konrad von Wallenrode, nobile tedesco
- 30 luglio - Alberto V d'Este, nobile (n. 1347)
- 6 ottobre - Francesco I da Carrara, politico e condottiero italiano (n. 1325)
- 29 novembre - Leone VI d'Armenia, sovrano (n. 1342)
- 4 dicembre - Federico di Baviera-Landshut, duca tedesco (n. 1339)
- 13 dicembre - Guglielmo II di Jülich, duca (n. 1333)
- Ibn Zamrak, poeta arabo (n. 1333)
- Agrypina, nobildonna lituana
- Isotta Albaresani, nobile italiana (n. 1355)
- Giacomo Allegretti, poeta, filosofo e medico italiano
- Boris Konstantinovič, principe russo
- Edward Dalyngrigge, nobile e politico inglese (n. 1346)
- Fëdor Vesna, nobile lituano
- Jahan Malek Khatun, poetessa persiana (n. 1324)
- Lorenzo di Werle, principe (n. 1339)
- Valentina Visconti di Cipro, principessa italiana (n. 1367)
- Serafino de' Serafini, pittore italiano (n. 1323)
- Pietro della Scala, vescovo cattolico italiano